# Tatarak
Pour plus de détails, voir Fiche technique et Distribution.
Tatarak est un film polonais réalisé par Andrzej Wajda, sorti en 2009.

## Fiche technique
- Titre : Tatarak
- Réalisation : Andrzej Wajda
- Scénario : Andrzej Wajda d'après la nouvelle Tatarak de Jarosław Iwaszkiewicz, la nouvelle Nagle wezwanie de Sándor Márai et le monologue Zapiski ostatnie de Krystyna Janda
- Pays d'origine : Pologne
- Format : Couleurs - 2,35:1 - 35 mm
- Genre : Drame
- Durée : 85 minutes
- Date de sortie : 2009

## Distribution
- Krystyna Janda : Marta / Krystyna Janda
- Pawel Szajda : Boguś
- Jan Englert : docteur
- Jadwiga Jankowska-Cieslak : ami de Marta
- Julia Pietrucha : Halinka
- Roma Gasiorowska : Janitor
- Krzysztof Skonieczny : Stasiek
- Pawel Tomaszewski : Jour de bridge n° 1
- Mateusz Kościukiewicz : Jour de bridge n° 2
- Marcin Luczak : Jour de bridge n° 3